# フェリクス水道の泉
フェリクス水道の泉、フェリーチェ水道の泉（イタリア語: Fontana dell'Acqua Felice）はイタリア ローマのクイリナーレにある泉。ローマ教皇シクストゥス5世が修復・再建したフェリクス水道の末端施設として、建築家ドメニコ・フォンターナにより1585年から1588年に造られた。フェリクス水道に噴水は後代に作られたトリトーネの噴水など複数あるが、本項ではその終端にあるモーゼの噴水と呼ばれるものを扱う。なお、名称はシクストゥス5世の教皇就任までの名前がフェリーチェ・ペレッティであったことに由来する。
ローマ教皇シクストゥス5世が就任した1585年に稼働していた水道施設は、古代ローマ水道のヴィルゴ水道を修復・再建したヴェルジネ水道ただ一つであった。当時のローマ市民は、飲むことができる清潔な水が必要なときはヴェルジネ水道の末端施設であった後のトレヴィの泉周辺にあった泉まで出かけていた。教皇シクストゥス5世は、それ以外のローマの各地区への水道施設を復旧する任務を負い、アレクサンドリナ水道などを修復したフェリクス水道の末端施設としてフェリクス水道の泉を設けた。古代ローマ以降、初めて造られた壁龕を持つ記念碑としての噴水施設である。終端に貯水槽を設け、そこに本項のモーゼの噴水を置き、さらにクイリナーレ街に沿って南西へクイリナーレ宮まで水を供給した。
トレヴィの泉、パオラの泉と共にローマ三大噴水と称されることもある。

## 碑文
フェリクス水道の泉の碑文と日本語意訳。
ピケヌム出身のシクストゥス5世 / この水道をColumnaeから引く / プラエネスト街道の左にある / 幾つかの水源から / 曲がりくねった水管を造り / 水源池から20マイル、泉源からなら21マイルの距離である / 教皇名を得る前の名フェリクスに因んで名付けられる

## アクセス
- ローマ地下鉄A線 レプッブリカ駅 から北西へ約300m
- トレニタリア, ローマ地下鉄A線, B線 ローマ・テルミニ駅 から北西へ約800m

## ギャラリー

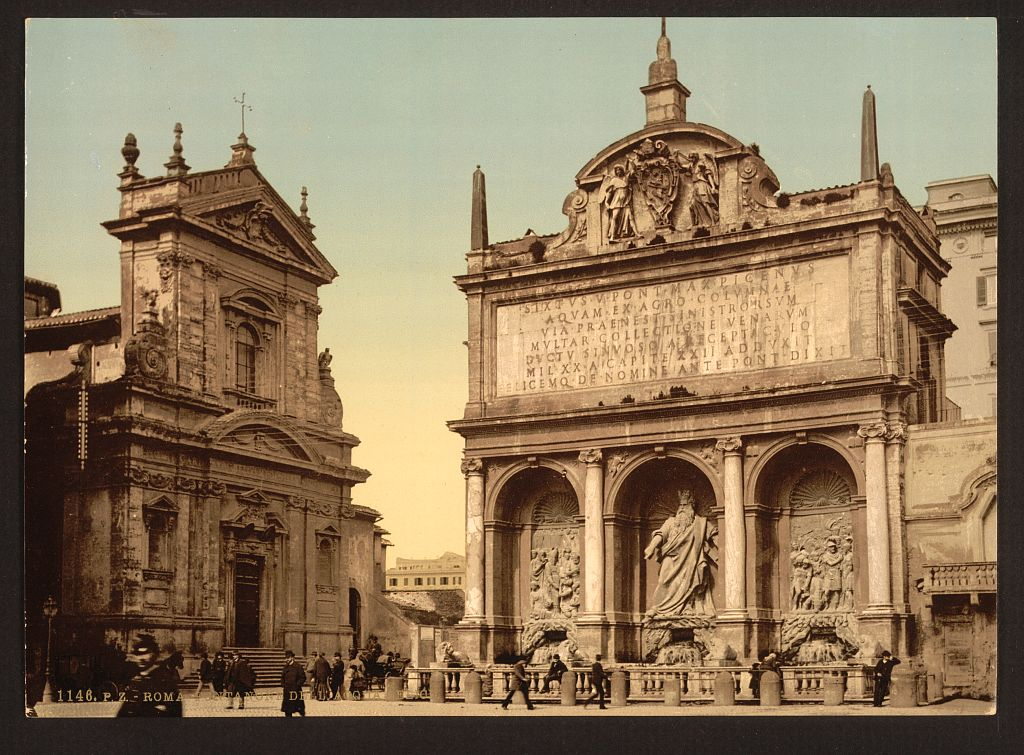
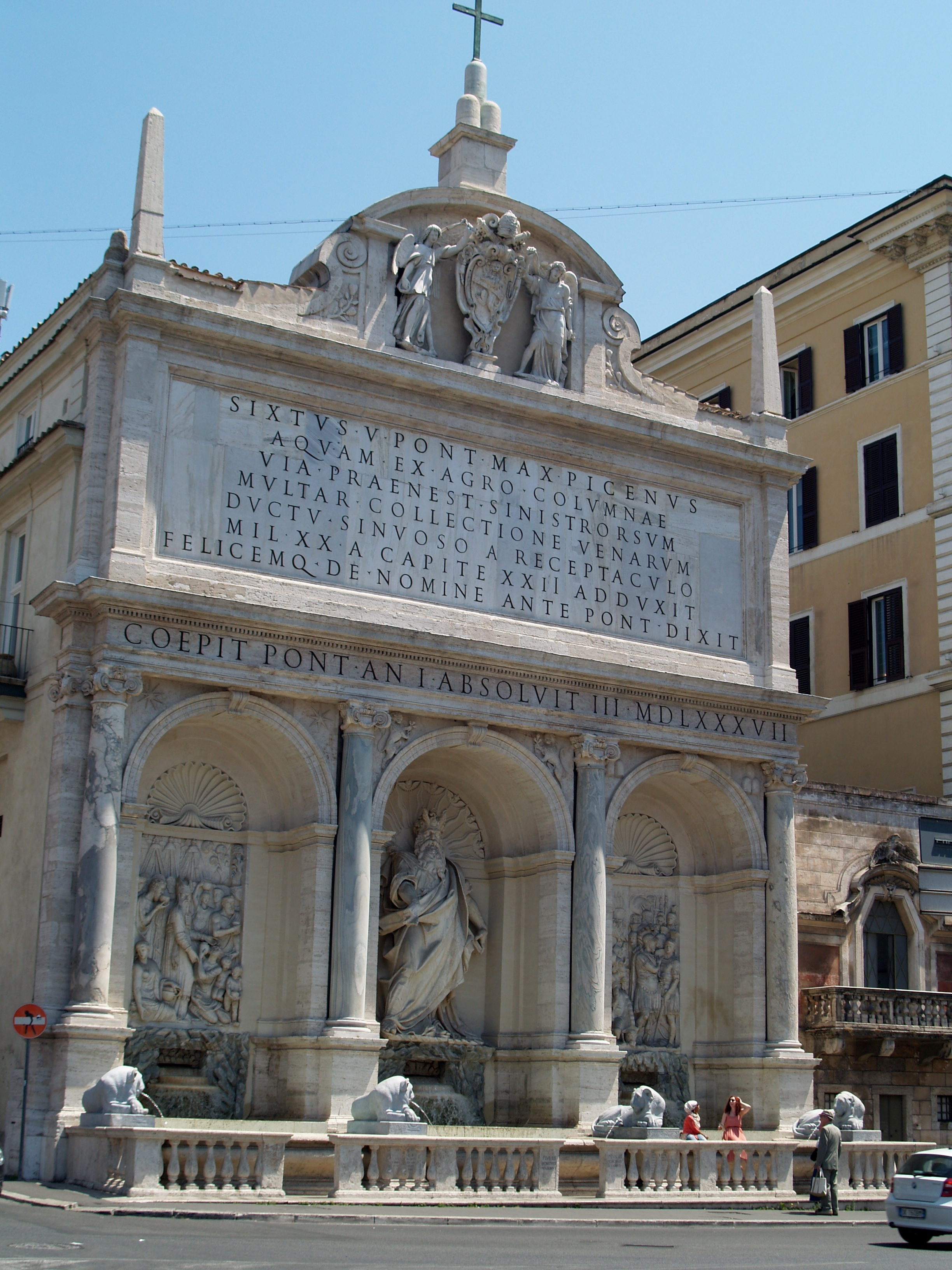
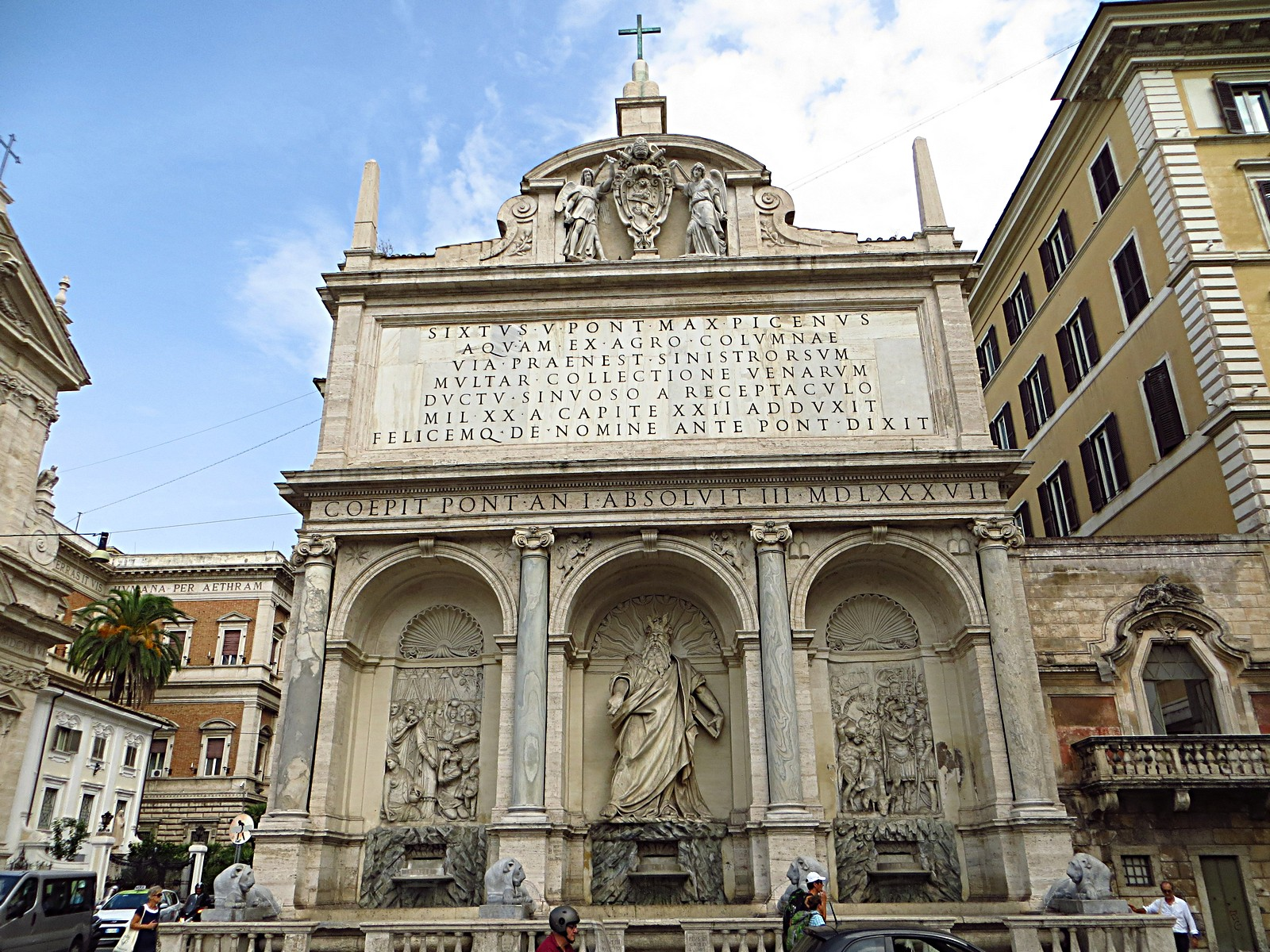
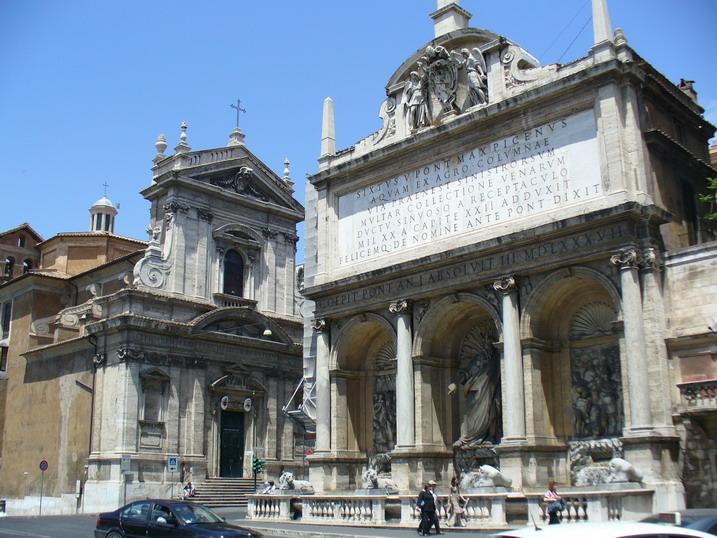
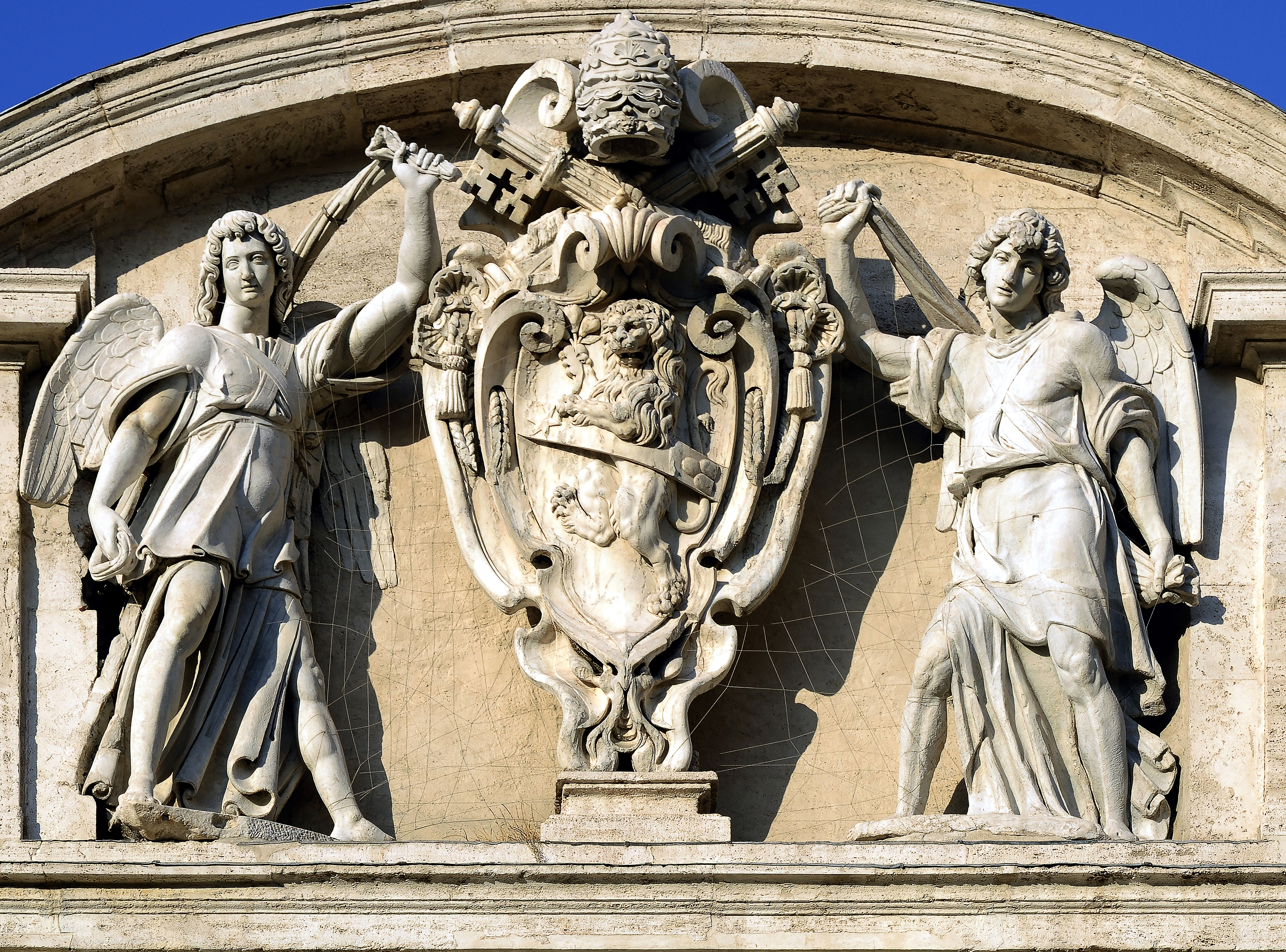
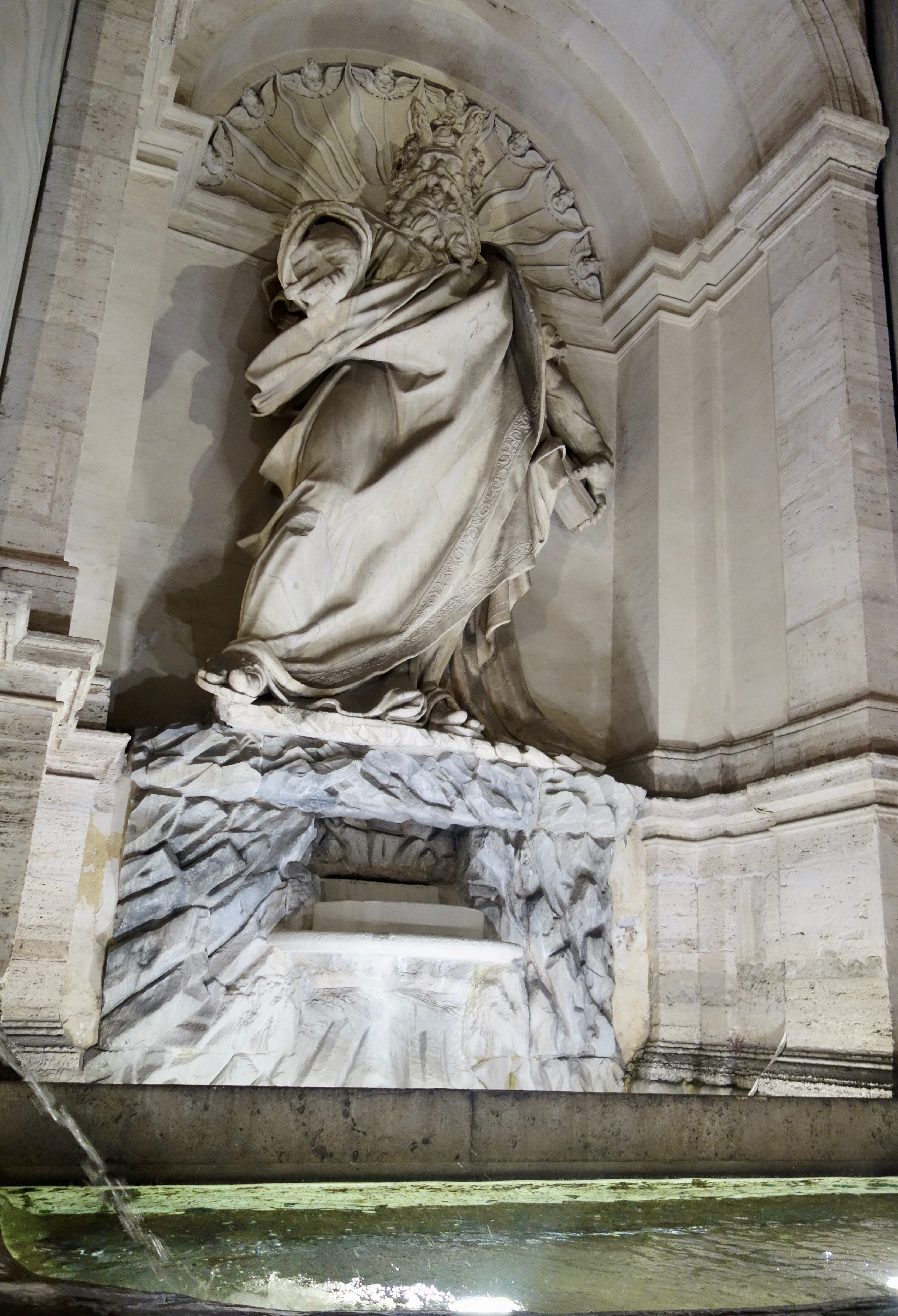
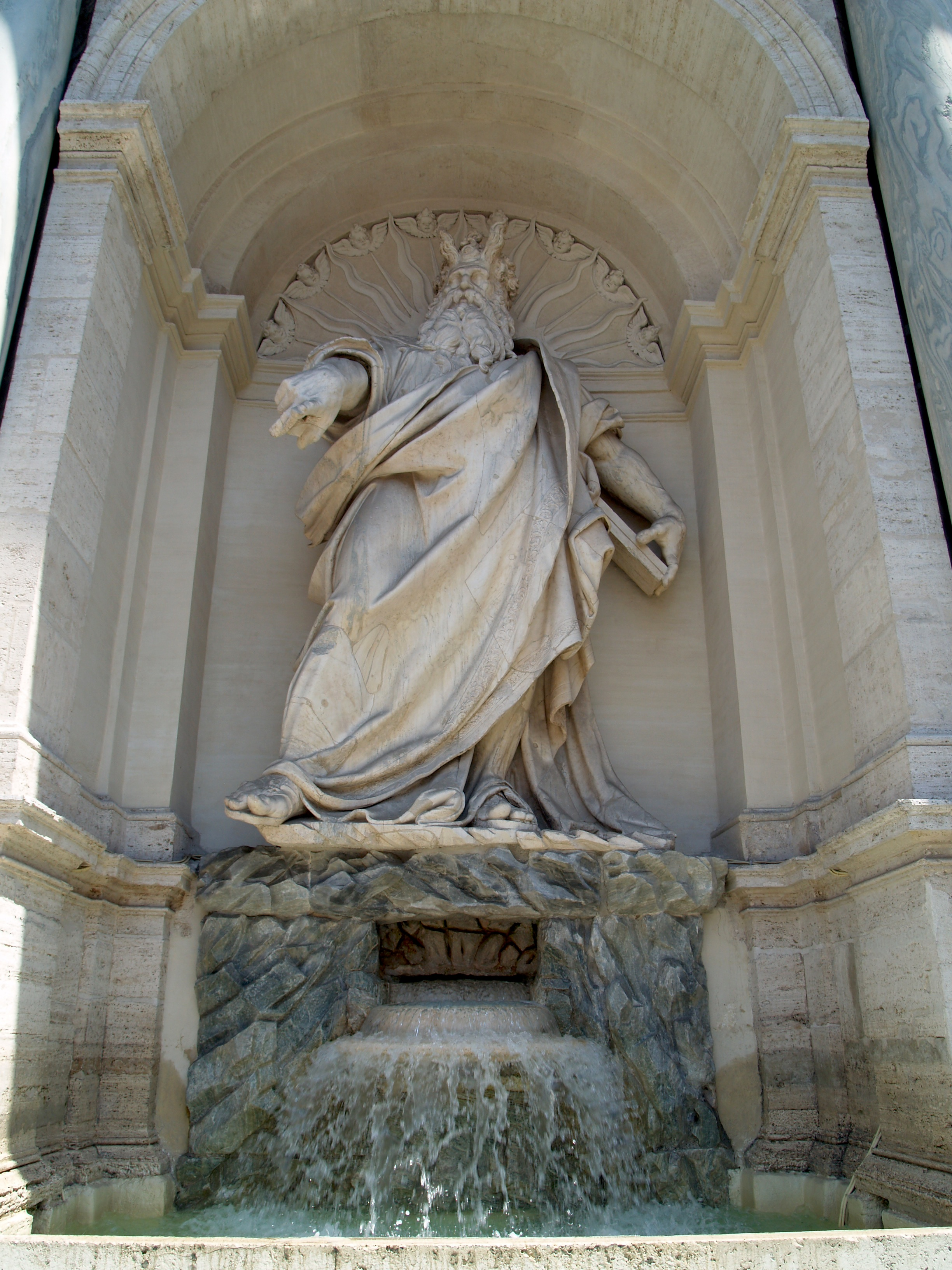
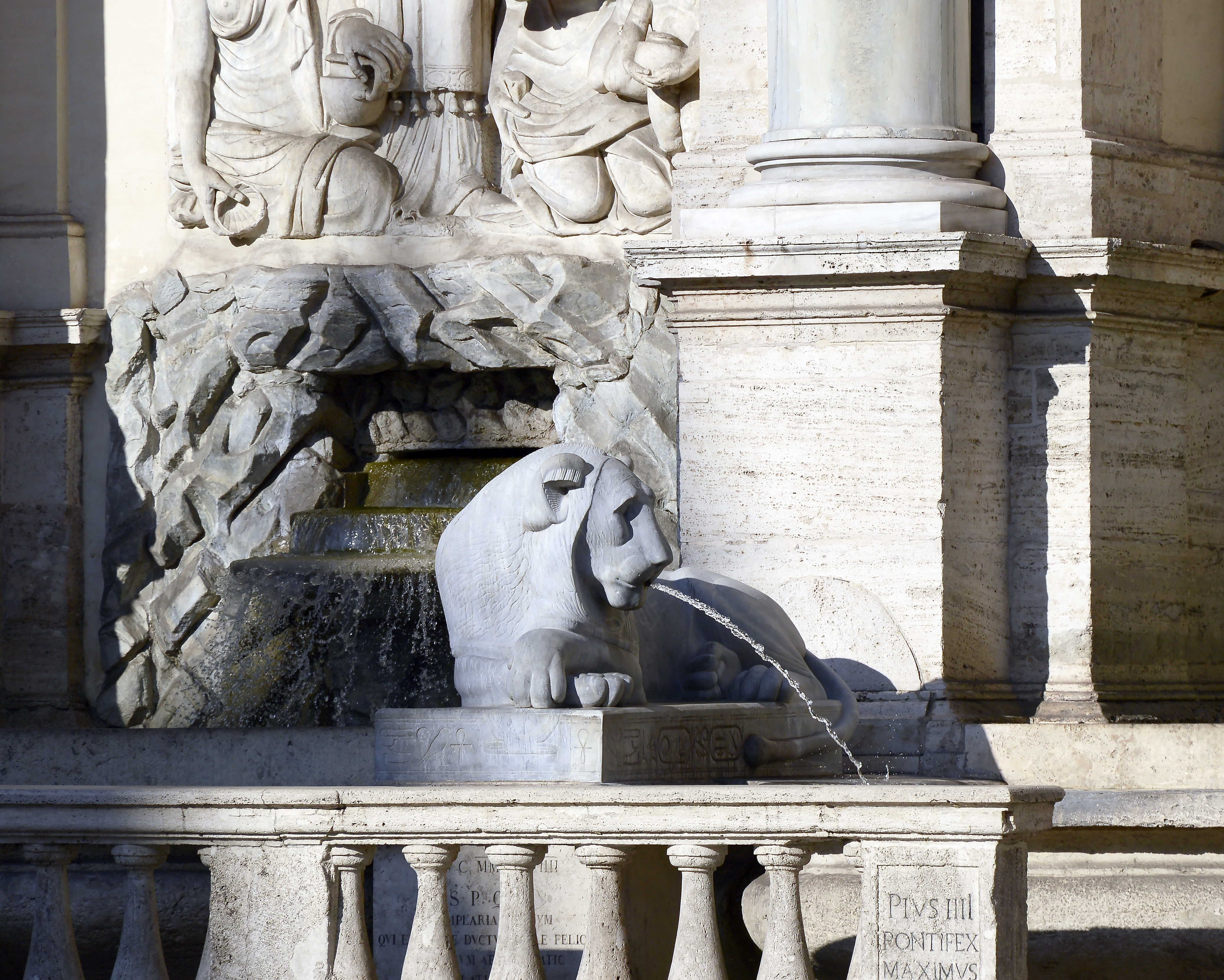
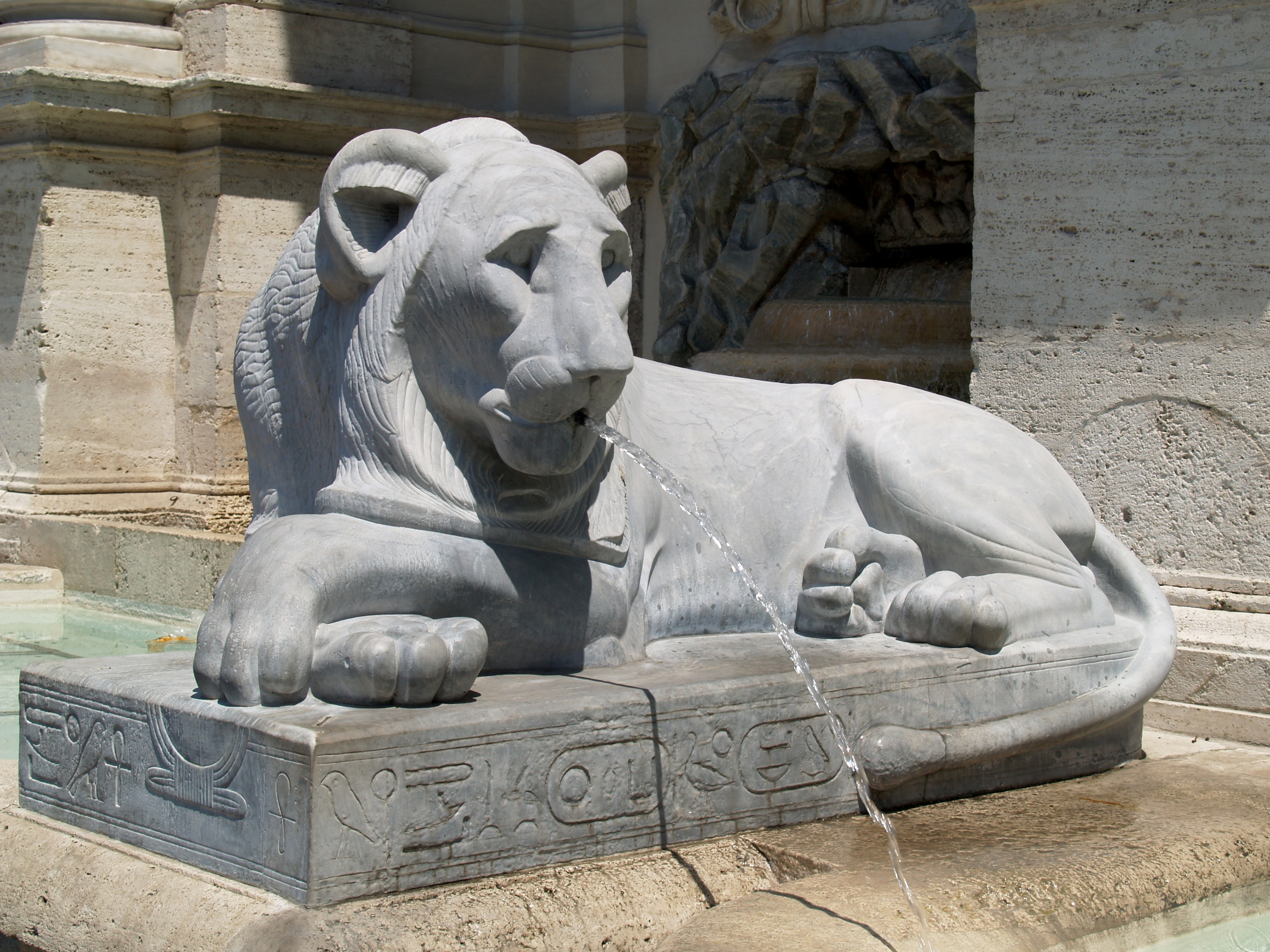
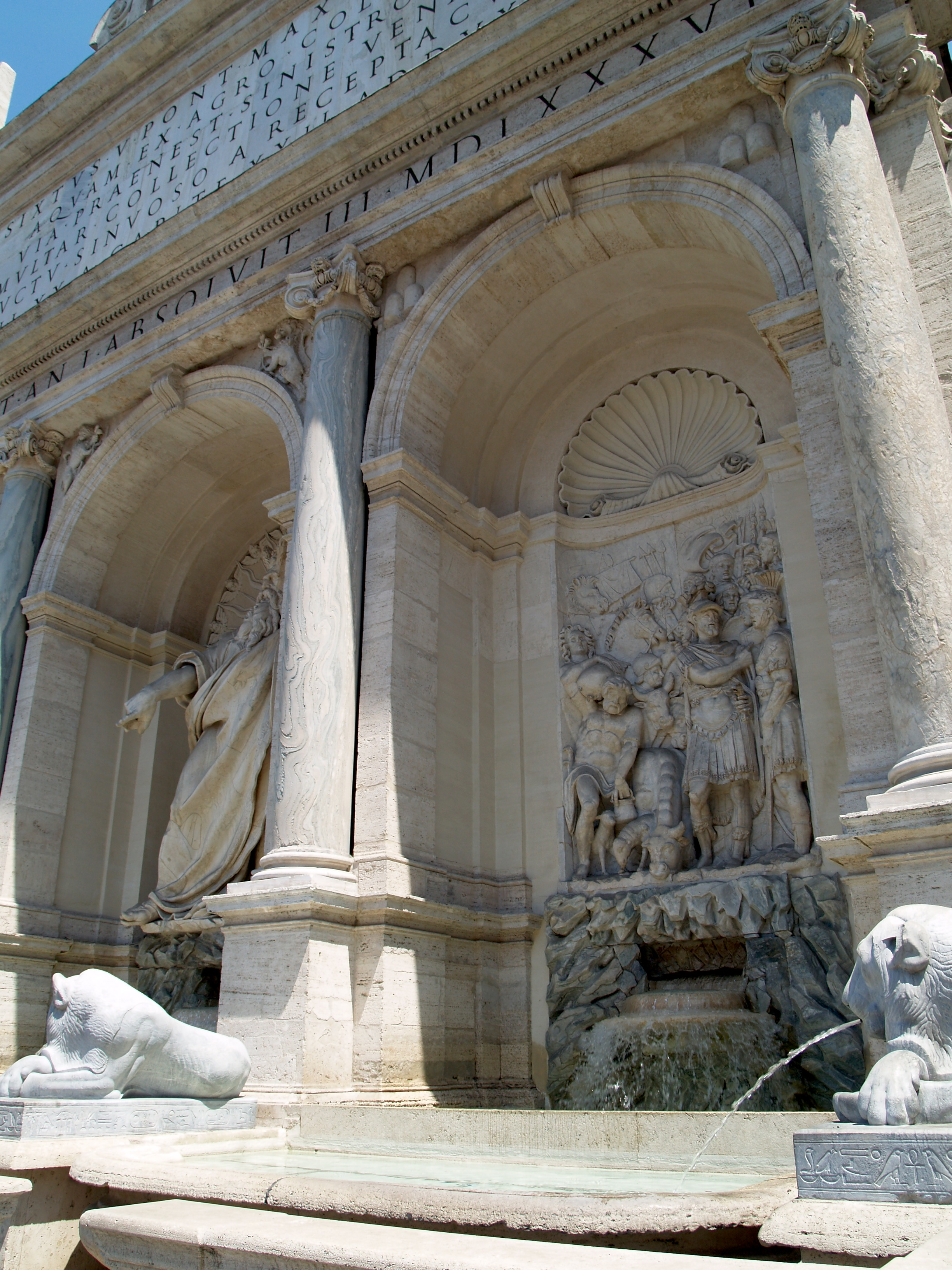